# ریحانلی
ریحانلی (به ترکی استانبولی: Reyhanlı) شهری است در کشور ترکیه که در استان ختای واقع شده‌است. جمعیت این شهر بر اساس سرشماری سال ۲۰۰۸ میلادی ۶۰٬۴۱۸ نفر و بر اساس برآوردهای سال ۲۰۰۹ میلادی ۶۰٬۷۶۳ نفر می‌باشد.